# Nguyễn Tân Cương
Nguyễn Tân Cương (sinh ngày 12 tháng 2 năm 1966) là sĩ quan cấp cao trong Quân đội nhân dân Việt Nam, hàm Đại tướng. Ông hiện là Tổng Tham mưu trưởng Quân đội nhân dân Việt Nam, Thứ trưởng Bộ Quốc phòng Việt Nam, Đại biểu Quốc hội Việt Nam khóa XV nhiệm kì 2021–2026, thuộc Đoàn Đại biểu quốc hội tỉnh Bình Dương. Trong Đảng Cộng sản Việt Nam, ông là Ủy viên Ban Chấp hành Trung ương Đảng Cộng sản Việt Nam khóa XIII, Ủy viên Thường vụ Quân ủy Trung ương; ông từng là Ủy viên Dự khuyết Ban Chấp hành Trung ương Đảng Cộng sản Việt Nam khóa XI, Ủy viên Ban Chấp hành Trung ương Đảng Cộng sản Việt Nam khóa XII.

## Thân thế, học vấn
Nguyễn Tân Cương sinh ngày 12 tháng 2 năm 1966, quê quán tại xã Tiên Ngoại, thị xã Duy Tiên, tỉnh Hà Nam. Ông có trình độ lý luận cao cấp và học vị cử nhân quân sự tại Trường Sĩ quan Lục quân 2.

## Binh nghiệp
Tháng 10 năm 1983, ông thi đỗ vào trường Sĩ quan Lục quân 2 học lớp Chỉ huy tham mưu Binh chủng hợp thành.
Ngày 28 tháng 1 năm 1985, ông được kết nạp vào Đảng cộng sản Việt Nam.
Tháng 6 năm 1986, Trung đội trưởng ở Tiểu đoàn 9, Trung đoàn 201, Sư đoàn 302, Mặt trận 479, Quân khu 7 chiến đấu tại Campuchia.
Tháng 10 năm 1987, học viên đào tạo Giáo viên Chiến thuật, Trường Sĩ quan Lục quân 2.
Tháng 9 năm 1988, Phó Đại đội trưởng Quân sự thuộc Tiểu đoàn 7, Trung đoàn 209, Sư đoàn 312, Quân đoàn 1.
Tháng 4 năm 1989, Đại đội trưởng Đại đội 3, Tiểu đoàn 7 và Đại đội trưởng Đại đội 6, Tiểu đoàn 8 thuộc Trung đoàn 209, Sư đoàn 312, Quân đoàn 1
Tháng 3 năm 1991 Trợ lý Tác huấn Ban Tham mưu, Trung đoàn 209, Sư đoàn 312, Quân đoàn 1.
Tháng 4 năm 1992, Tiểu đoàn trưởng Tiểu đoàn 8 thuộc Trung đoàn 209, Sư đoàn 312, Quân đoàn 1.
Tháng 4 năm 1993, trợ lý Phòng Quân huấn, Bộ Tham mưu, Quân đoàn 1.
Tháng 9 năm 1996 đến tháng 7 năm 1999, học viên Đào tạo Chỉ huy Tham mưu Binh chủng hợp thành cấp Trung đoàn, Học viện Lục quân..
Tháng 8 năm 1999, trợ lý Phòng Quân huấn, Bộ Tham mưu, Quân đoàn 1.
Tháng 9 năm 2000, Phó Trung đoàn trưởng, Tham mưu trưởng Trung đoàn 141, Sư đoàn 312, Quân đoàn 1.
Tháng 6 năm 2002, Trung đoàn trưởng Trung đoàn 141, Sư đoàn 312, Quân đoàn 1.
Tháng 11 năm 2003, Trung đoàn trưởng Trung đoàn 165, Sư đoàn 312, Quân đoàn 1.
Tháng 12 năm 2004, Phó Tham mưu trưởng Sư đoàn 312, Quân đoàn 1.
Tháng 9 năm 2005, học viên Đào tạo Chỉ huy Tham mưu Binh chủng hợp thành cấp Sư đoàn, Học viện Lục quân cho đến tháng 7 năm 2006.
Tháng 8 năm 2006, Phó Tham mưu trưởng Sư đoàn 312, Quân đoàn 1.
Tháng 6 năm 2007, Phó Sư đoàn trưởng Quân sự Sư đoàn 312, Quân đoàn 1.
Tháng 8 năm 2008, Sư đoàn trưởng Sư đoàn 312, Quân đoàn 1, Phó Bí thư Đảng ủy Sư đoàn 312.
Tháng 6 năm 2010, Phó Tư lệnh - Tham mưu trưởng Quân đoàn 1, Ủy viên Thường vụ Đảng ủy Quân đoàn 1.
Ngày 18 tháng 1 năm 2011, tại Đại hội Đại biểu toàn quốc lần thứ XI của Đảng, ông trúng cử chức Ủy viên dự khuyết Ban Chấp hành Trung ương.
Tháng 2 năm 2011 - Tháng 1 năm 2012, học viên Đào tạo Chỉ huy Tham mưu Binh chủng hợp thành cấp Chiến dịch Chiến lược, Học viện Quốc phòng.
Tháng 10 năm 2011, Tư lệnh Quân đoàn 1, Phó Bí thư Đảng ủy Quân đoàn 1.
Tháng 3 - Tháng 7 năm 2013, học viên bồi dưỡng dự nguồn cán bộ cao cấp tại Học viện Chính trị Quốc gia Hồ Chí Minh.
Tháng 4 năm 2013, Phó Tư lệnh - Tham mưu trưởng Quân khu 4, Ủy viên Thường vụ Đảng ủy Quân khu..
Ngày 15 tháng 11 năm 2014, bổ nhiệm giữ chức Tư lệnh Quân khu 4 thay Trung tướng Nguyễn Hữu Cường. Cũng trong thời gian đó, ông được Thường vụ Quân ủy Trung ương chỉ định trực tiếp tham gia sinh hoạt tại Đảng ủy Quân khu 4 và được giữ chức Phó Bí thư Đảng ủy Quân khu 4.
Tháng 8 năm 2015, tại Đại hội Đại biểu Đảng bộ Quân khu 4 nhiệm kỳ 2015-2020, ông tái đắc cử chức Phó Bí thư Đảng ủy Quân khu.
Ngày 26 tháng 1 năm 2016, tại Đại hội đại biểu toàn quốc lần thứ 12 của Đảng Cộng sản Việt Nam, ông được bầu làm Ủy viên Ban Chấp hành Trung ương Đảng Cộng sản Việt Nam khóa 12.
Ngày 14 tháng 11 năm 2018, Phó Tổng Tham mưu trưởng Quân đội nhân dân Việt Nam 
Ngày 31 tháng 12 năm 2019, theo Quyết định 1966/QĐ-TTg, Thủ tướng Chính phủ bổ nhiệm Trung tướng Nguyễn Tân Cương, Ủy viên Trung ương Đảng, Ủy viên Quân ủy Trung ương, Phó Tổng Tham mưu trưởng Quân đội nhân dân Việt Nam, giữ chức Thứ trưởng Bộ Quốc phòng Việt Nam.
Ngày 7 tháng 1 năm 2020, Bộ Quốc phòng tổ chức hội nghị trao quyết định về công tác cán bộ, Đại tướng Ngô Xuân Lịch đã trao quyết định và chúc mừng Trung tướng Nguyễn Tân Cương giữ chức Thứ trưởng Bộ Quốc phòng.
Sáng ngày 22 tháng 1 năm 2021, tại Phủ Chủ tịch, ông cùng với Võ Minh Lương được Tổng Bí thư, Chủ tịch nước Nguyễn Phú Trọng đã trao quyết định thăng quân hàm từ Trung tướng lên Thượng tướng.
Ngày 30 tháng 1 năm 2021, tại Đại hội đại biểu toàn quốc lần thứ XIII của Đảng Cộng sản Việt Nam, ông được bầu làm Ủy viên Ban Chấp hành Trung ương Đảng Cộng sản Việt Nam khoá XIII, nhiệm kỳ 2021-2026.
Ngày 31 tháng 5 năm 2021, ông được Chủ tịch nước Nguyễn Xuân Phúc ký quyết định bổ nhiệm giữ chức vụ Tổng Tham mưu trưởng Quân đội nhân dân Việt Nam.
Sáng ngày 3 tháng 6 năm 2021, tại Phủ Chủ tịch, Chủ tịch nước Nguyễn Xuân Phúc đã trao quyết định bổ nhiệm Nguyễn Tân Cương làm Tổng Tham mưu trưởng Quân đội nhân dân Việt Nam.
Sáng ngày 20 tháng 10 năm 2024, tại Phủ Chủ tịch, Tổng Bí thư, Chủ tịch nước Tô Lâm, Chủ tịch Hội đồng Quốc phòng và An ninh, Thống lĩnh các Lực lượng vũ trang nhân dân, chủ trì lễ công bố, trao quyết định thăng quân hàm từ cấp Thượng tướng lên cấp Đại tướng đối với Bộ trưởng Bộ Công an Lương Tam Quang và Thứ trưởng Bộ Quốc phòng Nguyễn Tân Cương.

## Lịch sử thụ phong quân hàm
|         |          |           |        |          |          |           |        |             |             |              |           |  |  |  |  |  |  |  |  |  |  |  |  |  |  |  |  |
| Cấp bậc | Trung úy | Thượng úy | Đại úy | Thiếu tá | Trung tá | Thượng tá | Đại tá | Thiếu tướng | Trung tướng | Thượng tướng | Đại tướng |  |  |  |  |  |  |  |  |  |  |  |  |  |  |  |  |